# Coenonympha lorkovici
Coenonympha lorkovici är en fjärilsart som beskrevs av Sijaric och Carnelutti 1976. Coenonympha lorkovici ingår i släktet Coenonympha och familjen praktfjärilar. Inga underarter finns listade i Catalogue of Life.